# Список млекопитающих, занесённых в Красную книгу Тюменской области
В списке указаны все млекопитающие, включённые в Красную книгу Тюменской области издания 2004 года. Колонки таблицы КкТО, КкРФ, КкСCCP и МСОП означают, соответственно, статус указанного вида в Красной книге Тюменской области, Красной книге России, Красной книге СССР и в Красном списке МСОП. В случае, если в той или иной Красной книге какой-либо из описываемых видов отсутствует, то есть не отнесён ни к одной из указанных категорий, то соответствующая ячейка списка оставлена незаполненной. Все виды поделены на 6 категорий в Красной книге Тюменской области, на 6 категорий в Красной книге России и Красной книге СССР и на 9 в списке МСОП. Категории имеют следующие обозначения:
| Красная книга Тюменской области: 0 — вероятно исчезнувшие виды I — находящиеся под угрозой исчезновения II — с сокращающейся численностью III — редкие или узколокальные IV — виды с неопределенным статусом (редкие малоизученные) V — восстанавливаемые или восстанавливающиеся | Красная книга России и Красная книга СССР: 0 — вероятно исчезнувшие 1 — находящиеся под угрозой исчезновения 2 — сокращающиеся в численности 3 — редкие 4 — неопределенные по статусу 5 — восстанавливаемые и восстанавливающиеся | Красный список МСОП: EX — Исчезнувшие EW — Исчезнувшие в дикой природе CR — Находящиеся в критическом состоянии EN — Находящиеся в опасном состоянии VU — Уязвимые NT — Находящиеся в состоянии близком к угрожаемому LC — Вызывающие наименьшие опасения DD — Недостаток данных NE — Неоценённые |

Всего в список млекопитающих Красной книги Тюменской области включено 36 видов, из них 14 видов помещены на основные страницы, а 22 вида указаны в приложении, в списке редких и уязвимых видов. При этом на основных страницах указано 5 представителей отряда хищных, 3 — отряда грызунов, по 2 — зайцеобразных и китообразных, и по 1 — насекомоядных и парнокопытных. К категории исчезающих видов (I) относятся три вида — по одному представителю грызунов, китообразных и хищных. В Красную книгу России, а ранее и в Красную книгу СССР, представители китообразных так же включены в категорию «1 — находящиеся под угрозой исчезновения».
По принятому постановлению Администрации Тюменской области от 09.03.2005 № 33-ПК «О порядке ведения Красной книги Тюменской области», Красная книга должна переиздаваться с актуализированными данными не реже, чем каждые 15 лет.
В нижеприведённых списках порядок расположения таксонов соответствует таковому в Красной книге Тюменской области.
В конце последней колонки приведена ссылка на персональную страницу таксона на сайте МСОП

## Основной список
| №  | Латинское название                                       | Русское название и описание | Изображение | КкТО | КкРФ | КкСCCP | МСОП |
| -- | -------------------------------------------------------- | --- | ----------- | ---- | ---- | ------ | ---- |
| 1  | Erinaceus europaeus Linnaeus, 1758                       | Обыкновенный ёж — вид ежовых отряда насекомоядных. Зверёк длиной 20—30 см и массой тела 700—800 г. Обитает в Европе, Малой Азии, Западной Сибири, северо-западе Казахстана, Амурской области, северном и северо-восточном Китае. На территории Тюменской области ареал ограничен левобережьем Оби. Численность изменяется по годам, наиболее стабильна в лесостепной зоне. Отмечается расширение ареала. |             | III  |      |        | LC   |
| 2  | Ochotona hyperborea (Pallas, 1811)                       | Северная пищуха — вид пищух отряда зайцеобразных. Длина тела 13,3—19 (до 28) см, вес 56—195 г. Ареал вида охватывает Восточную Сибирь, Чукотку, Камчатку и Дальний Восток. Существует изолированный ареал на Урале, отдельные колонии Приполярного и Северного Урала приходятся на Тюменскую область. На всей протяжении ареала встречается очень спорадично, на численность вида оказывают влияние естественные условия (заморозки, дожди, засуха). |             | III  |      |        | LC   |
| 3  | Lepus europaeus Pallas, 1811                             | Заяц-русак — вид зайцевых отряда зайцеобразных. Крупный заяц с длиной тела 57—68 см и масса в 4—6 (до 7) кг. Евразийский вид, на территории Тюменской области встречается в лесостепной зоне. Численность в Тюменской области в настоящее время увеличивается, хотя и остаётся достаточно низкой. |             | III  |      |        | LC   |
| 4  | Castor fiber (Linnaeus, 1758)                            | Обыкновенный бобр — вид бобровых отряда грызунов. Крупный грызун, приспособленный к полуводному образу жизни. Длина тела достигает вместе с хвостом 120 см, вес — до 30 кг. Места обитания встречаются во Франции, Германии, Польше, южной Скандинавии и России. В прошлом населял всю территорию Тюменской области южнее 66° с.ш., в настоящее время остались отдельные очаги в бассейнах рек Конда, Малая Сосьва и Демьянка. Численность с 1970 по 1995 годы уменьшилась с 500 до 350 особей. |             | I    |      |        | LC   |
| 5  | Allactaga major Kerr, 1792                               | Большой тушканчик — вид тушканчиковых отряда грызунов. Самый крупный среди тушканчиков, с длиной тела до 26 см и массой более 300 г. Распространён лесостепной, степной и полупустынных зонах Евразии, от Днепра, Днестра и Южного Буга до Алтайских гор. В Тюменской области распространён в лесостепной зоне, заходит в лесную зону. Относительная численность крайне низкая и подвержена колебаниям, характерным для границы ареала. |             | III  |      |        | LC   |
| 6  | Phodopus sungorus Pallas, 1811                           | Джунгарский хомячок — вид хомякообразных отряда грызунов. Небольшой грызун высотой до 10 см и массой до 45 граммов. Распространён по сухим степям и полупустыням юга Западной Сибири, восточных районах Казахстана, в горных районах Алтая, Тувы, Забайкалья и Монголии. Численность сильно колеблется по годам и зависит от засух, обильных дождей, числа хищников и человеческой деятельности (распашка целинных участков). |             | III  |      |        | LC   |
| 7  | Balaena mysticetus (Linnaeus, 1758)                      | Гренландский кит — вид гладких китов отряда китообразных. Средняя длина тела составляет 14—18 метров, треть из которых приходится на голову, причём, самки больше самцов. Вес — от 75 до 100 тонн. Распространён в Северном полушарии в поясе плавающих льдов. В пределах Тюменской области встречается к северо-западу от полуострова Ямал в акватории Карского моря. Лимитирующими факторами для данного вида являются — уменьшение кормовой базы, низкая плодовитость, браконьерство. |             | I    | 1    | 1      | LC   |
| 8  | Balaenoptera physalus (подвид physalus) (Linnaeus, 1758) | Северный финвал — номинативный подвид финвала — вида полосатиковых отряда китообразных. Второе по величине после синего кита животное планеты. Имеет длину тела до 24—26 метров, вес — до 60—80 тонн. Обитает по всему мировому океану, хотя в экваториально-тропическом поясе довольно редок. Встречается в Карском море, проникает в Обскую губу. В последнее время достоверных находок не отмечено. Лимитирующими факторами для данного вида являются — уменьшение кормовой базы, низкая плодовитость, браконьерство. |             | II   | 2    | 2      | EN   |
| 9  | Odobenus rosmarus (подвид rosmarus) (Linnaeus, 1758)     | Морж (атлантический подвид) — номинативный подвид моржа — вида моржовых отряда хищных. Один из крупнейших представителей ластоногих, длина тела взрослого животного — до 3,7 м для самок и до 4,5 м для самцов, вес — до 0,9 и 2 тонн соответственно. Общее распространение — северная часть Атлантического океана и западная часть Северного Ледовитого океана. В Тюменской области основной ареал приходится на западное побережье полуострова Ямал. Отмечен в устье Обской губы. Численность данного вида и его ареал сокращаются из-за браконьерства, беспокойства в местах лежбищ и сильного истребления в прежние времена.                  |             | II   | 2    | 2      | DD   |
| 10 | Erignathus barbatus Erxleben, 1777                       | Морской заяц — вид тюленьих отряда хищных. Один из самых крупных представителей семейства настоящих тюленей. Длина тела — до 2,5 м, масса тела достигает зимой 360 кг. Распространён почти повсеместно на мелководьях Северного Ледовитого океана и в примыкающих водах Атлантического и Тихого океанов. В Тюменской области многочислен в юго-западной и восточной части акватории Карского моря, заходит в Обскую и Байдарацкую губу. Численность данного вида неизвестна, но в 70-х годах XX века квота на добычу составляла около 1000 штук. Лимитирующими факторами являются промысел, браконьерство, низкая плодовитость и загрязнение вод. |             | III  |      |        | LC   |
| 11 | Vulpes corsac Linnaeus, 1758                             | Корсак — вид псовых отряда хищных. Длина тела 50—60 см, хвоста — 25—35 см, высота в плечах около 30 см, вес — 4—6 кг. Корсак распространён в степях, полупустынях и, отчасти, пустынях Юго-Восточной Европы и Азии, от Украины до Забайкалья. На территории Тюменской области вид занимает крайне южные районы (Армизонский, Бердюжский, Ишимский, Казанский и Сладковский). Численность данного вида, на территории Тюменской области, оценивается в 200 особей. |             | III  |      |        | LC   |
| 12 | Ursus maritimus (Phipps, 1774)                           | Белый медведь — вид медвежьих отряда хищных. Самый крупный из ныне живущих наземных хищников. Достигает 2,5 метров в длину и до 800 кг весом. Обитает по всей зоне полярных льдов Арктики от зоны тундры на юге до 88° с. ш. на севере. В Тюменской области достаточно обычен, наблюдается на побережье полуостровов Ямал, Явай и Гыдан, а также на островах Шараповы Кошки, Сибирякова, Оленьем, Белом и Шокальского. К концу XX века в Тюменской области обитало 12—20 особей. На численность вида оказывают влияние браконьерство, изменение климата и кормовой базы, а также большой промысел в прошлом.                                      |             | III  | 4    | 3      | VU   |
| 13 | Mustela lutreola Linnaeus, 1758                          | Европейская норка — вид куньих отряда хищных. Мужские особи длинной 28—43 (хвост 12—19) см, женские — 32—40 (хвост — 13—18) см. Окраска от рыжевато-бурой до тёмно-коричневой. Представители вида распространены в лесной и степной зоне Европы, Северного Кавказа и Западной Сибири. До 60-х годов XX века ареал охватывал южную и юго-западную часть области, в настоящее время указывают районы Северного Урала. Численность и ареал вида в Тюменской области неуклонно сокращаются, основная причина — конкуренция более сильного акклиматизированного вида — американской норки.                                                             |             | I    |      |        | EN   |
| 14 | Rangifer tarandus (Linnaeus, 1758)                       | Северный олень (европейский подвид) — лесная форма подвида оленя северного — вида оленевых отряда парнокопытных. Длина тела — 1,8—2,2 метра, высота в холке — 1—1,4 метра, вес — 100—300 кг. Общее распространение — арктическая тундра Евразии. На территории Тюменской области вид встречался практически на всей территории — от Вагайского района до острова Белый. В качестве лимитирующих факторов указывают — конкуренция домашних оленей, браконьерство и разрушение мест обитания. |             | III  |      |        | LC   |

## Список редких и уязвимых видов, нуждающихся на территории Тюменской области в постоянном контроле и дополнительном изучении
| Отряд Artiodactyla — Парнокопытные - Семейство Bovidae — Полорогие Ovibos moschatus — Овцебык Отряд Carnivora — Хищные - Семейство Mustelidae — Куньи Mustela putorius — Лесной хорь - Семейство Phocidae — Настоящие тюлени Phoca groenlandica — Гренландский тюлень Отряд Chiroptera — Рукокрылые - Семейство Vespertilionidae — Гладконосые Eptesicus nilssoni — Северный кожанок Myotis dasycneme — Прудовая ночница Myotis daubentoni — Водяная ночница Myotis mystacinus — Усатая ночница Plecotus auritus — Бурый ушан Vespertilio murinus — Двухцветный кожан Отряд Eulipotyphla — Насекомоядные - Семейство Erinaceidae — Ежовые Hemiechinus auritus — Ушастый ёж | - Семейство Soricidae — Землеройковые Sorex minutissimus — Крошечная бурозубка Sorex daphaenodon — Крупнозубая бурозубка Sorex isodon — Бурозубка Радде Neomys fodiens — Обыкновенная кутора Отряд Rodentia — Грызуны - Семейство Sciuridae — Беличьи Pteromys volans — Обыкновенная летяга Spermophilus erythrogenys — Краснощёкий суслик Marmota bobak — Степной сурок - Семейство Zapodidae — Мышовковые Sicista subtilis — Степная мышовка - Семейство Cricetidae — Хомяковые Allocricetulus eversmanni — Хомячок Эверсмана Cricetulus migratorius — Хомячок серый Myopus schisticolor — Лесной лемминг Microtus rossiaemeridionalis — Полёвка восточноевропейская |